# Hélène Glinskaïa
Hélène Glinskaïa (1510-3 avril 1538) est la seconde femme du grand-prince Vassili III de Moscovie. Pendant quatre ans (1533-1538), elle a été régente au nom de son fils Ivan.

## Biographie

### Origines
Elena était la fille du prince Vassili Glinski de Lituanie et de la princesse Anna Jakšić de Serbie, qui était la fille de Stefan Jakšić. Son oncle, Michel Glinski, redevint très influent à la cour de Vassili III après le mariage de sa nièce. Il avait encouragé celui-ci à entrer en guerre contre la Lituanie en 1512.

### Mariage
Au bout de vingt ans de mariage avec sa première femme, Solomonia Sabourova, Vassili III demande le divorce pour cause de stérilité. En dépit de la ferme opposition d'une partie de l'Église orthodoxe, le métropolite Daniel le lui accorde en novembre 1525 et Vassili peut épouser Hélène Glinskaïa en janvier de l'année suivante. Deux enfants naissent de cette union : Ivan en 1530 et Youri en 1532, respectivement quatre et six ans après le mariage. Elle fait libérer son oncle, alors en prison pour avoir voulu revenir dans son pays d'origine, la Lituanie. Michel Glinski rentre en grâce progressivement auprès du souverain, après la naissance de ses deux fils.

### Régence
Sur son lit de mort, en 1533, Vassili III annonce qu'il transfère son pouvoir à Hélène jusqu'à la majorité de son fils Ivan, qu'il déclare pour héritier. L'oncle de la régente, Michel Glinski, et Vorontsov sont désignés coprotecteurs du jeune prince. Les presque cinq ans de la régence sont marqués par une série de complots, réels ou supposés, qui visent à évincer la régente du pouvoir. Le gouvernement du pays devient l'enjeu des grandes familles de boyards. Ses beaux-frères, Youri de Dimitrov et André de Staritsa, sont incarcérés ; le premier quelques jours après la mort de Vassili, le second en 1537, bien qu'il se fut retiré de la lutte pour le pouvoir après l'arrestation de son frère. Ceux-là en effet pouvaient aussi se prétendre héritiers du trône selon l'ancienne coutume où le frère (et non le fils) succède au frère. En juillet 1534, la régente fit même arrêter son oncle, pourtant âgé de 64 ans, qui meurt en prison en septembre. D'autres boyards qui s'opposaient au clan des Obolenski, tels que Vorontsov et Ivan Bielski, sont emprisonnés également. Youri meurt de faim en prison en août 1536 et André en décembre 1537.
La régente, qui gouverne avec le prince Ivan Obolenski (ru), membre influent de la Douma, son amant du vivant même de Vassili, parvient tout de même à conduire une réforme qui mène à l'introduction du système monétaire unifié moscovite. Les anciennes pièces de monnaie sont remplacées par une seule, le kopeck. 
En politique extérieure, Hélène est moins heureuse. Profitant d'une situation intérieure troublée, la Lituanie provoque en août 1534 une guerre pendant laquelle elle conquiert les villes de Gomel et de Starodoub ; mais cette dernière est reperdue l'année suivante. Une trêve de cinq ans est signée en février 1537 entre les deux belligérants : elle ouvre une période de paix de 21 ans entre les deux grands-duchés.
La régente meurt en avril 1538, probablement empoisonnée par les Chouiski, une famille de boyards qui s'empare alors du pouvoir. L'héritier, le futur Ivan le Terrible n'a, en effet, encore que sept ans (il est né le 25 août 1530).